# Такафул
Такафул (араб. تكافل‎ — «предоставление взаимных гарантий») — это система страхования, в основе которой находится механизм распределения прибылей и убытков между участниками и оператором, соответствующий нормам шариата, опирающихся на Коран и Сунну, главные духовные книги ислама.
Ключевым правилами («запретами») для такафула является: гарар — неопределённость или спекуляция, майсир — игра, содержащая риск/пари, риба — ростовщичество (в исламе — это одалживание денег под процент независимо от величины этого процента).
Несмотря на ограничения, накладываемые законами шариата, многие мусульмане пользуются услугами «традиционного страхования» в соответствии с «экстренным правилом» (dharurat). Это правило позволяет мусульманам пользоваться услугами «традиционного страхования», но только до тех пор, пока не появится «страховой продукт», который будет удовлетворять требованиям шариата. Однако как только такафул становится доступным для мусульман, то действие «экстренного правила» прекращается, и мусульмане обязаны пользоваться только такафулом.

## Виды такафула
Такафул делится на два вида: общий (имущественное страхование) и семейный (личное страхование).
В рамках общего такафула страхователи могут претендовать на часть прибыли страховщика от уплаченных средств за вычетом издержек. Примером может служить страхование автотранспорта в Объединённых Арабских Эмиратах. Компании, осуществляющие подобное страхование, используют механизм, по которому владелец автомобиля, произведя уплату страховой премии, становится акционером компании и получает часть её прибыли по итогам года. В случае, если в течение действия договора страховой случай не возникает, то при продлении полиса доля страхователя в капитале компании вырастает на сумму новой премии, увеличивая возможные дивиденды. Этот же механизм, именуемый аманом, применяется при страховании недвижимости, жизни, грузов.
Семейный такафул существенно отличается от традиционного вида страхования. С этим видом страхования исламские правоведы, в первую очередь, связывают наличие элемента рибы. К счастью, для мусульманских страховщиков, уровень рибы не определён. Годовой процент от инвестирования резервов по страхованию жизни гораздо ниже 100 %, что, по мнению большинства правоведов ислама, вполне вписывается в установленные нормы шариата. Таким образом, накопительное страхование жизни является вполне допустимым для мусульман. Размещение резервов также строго регламентировано: страховщикам запрещается получать доход от правительственных бондов и акций компаний, вовлечённых в производство оружия, игорного, ресторанного и гостиничного бизнеса, а также занимающихся производством алкоголя и порнографии.

## История такафула
Первые попытки введения исламского страхования были осуществлены в 1970 году в Египте, Судане и ОАЭ, в этом же году крупнейшая финансово-промышленная группа Саудовской Аравии «Далла Аль-Барака Групп» (Dallah Al Baraka Group — DAG) создала первую страховую компанию в Манаме. В 1985 году Высший совет мусульманских правоведов признал систему такафула альтернативной формой страхования, соответствующей всем правилам и требованиям шариата.
В 1987 году были созданы две страховые и инвестиционные компании ABID для предоставления услуг в соответствии с положениями шариата и поощрения инвестиционной деятельности физических лиц, банков и корпораций (Al Tawfeek Company for Investment Funds Ltd и Al Amin Company for Securities and Investment Funds).

## Такафул в России
Первая попытка реализовать идею такафула в России была предпринята в 2004 году на базе страховой компании «Итиль» в Татарстане. Проект был приостановлен в 2005 году. Подобная же судьба постигла два других проекта по исламскому страхованию — в компаниях «Ренессанс Страхование» (2008—2010) и «РОСНО» (2011).
В этот период в прессе появлялись новости о том, что те или иные компании выходят на рынок России с исламскими страховыми продуктами, но потом эта информация не подтверждалась. Например, анонсированным, но так и не заработавшим проектом стала совместная инициатива логистической инвестиционной группы «Сафинат» и инвестиционной группы «Казань-Альянс» (2009).
Только в июне 2012 года в Казани на базе казанского филиала страховой компании «ИСК „Евро-Полис“» были начаты продажи первых в России полисов исламского страхования. «ИСК „Евро-Полис“» предлагала линейку исламских страховых продуктов, в том числе исламское каско, страхование выезжающих за рубеж, страхование имущества юридических и физических лиц и др.. На экономическом форуме в Казани «KazanSummit-2013» Татарстан был объявлен пилотной зоной широкого внедрения такафул в России. На форуме было подписано соглашение Агентства инвестиционного развития Республики Татарстан (АИР) и страховой компании «Allianz Жизнь» о запуске в Татарстане исламского страхования — такафул и объявлено о его появлении до конца 2013 года

.